# Sainte-Marie-aux-Chênes
Sainte-Marie-aux-Chênes är en kommun i departementet Moselle i regionen Grand Est (tidigare regionen Lorraine) i nordöstra Frankrike. Kommunen ligger i kantonen Marange-Silvange som tillhör arrondissementet Metz-Campagne. År 2022 hade Sainte-Marie-aux-Chênes 4 512 invånare.

## Befolkningsutveckling
Antalet invånare i kommunen Sainte-Marie-aux-Chênes
| Referens: INSEE |